# Beaurieux, Aisne
Beaurieux är en kommun i departementet Aisne i regionen Hauts-de-France i norra Frankrike. Kommunen ligger  i kantonen Craonne som ligger i arrondissementet Laon. År 2022 hade Beaurieux 813 invånare.

## Befolkningsutveckling
Antalet invånare i kommunen Beaurieux
Referens: INSEE